# Yevgueni Leónov
Yevgueni Pávlovich Leónov (en ruso: Евгений Павлович Леонов; 2 de septiembre de 1926-29 de enero de 1994) fue un famoso actor ruso-soviético participó en diversos papeles de importancia en película soviéticas, como Caballeros de Fortuna, Mimino y Crucero de Tigres. Es considerado "uno de los actores más queridos de Rusia". Prestó su voz para películas de animación de su país, incluyendo Winnie the Pooh.

## Primeros años
Nació Evgeni Pavlovich Leonov el 2 de septiembre de 1926 en Moscú, Rusia, URSS. Era el segundo hijo de la familia. Su padre, Pavel Vasilevich Leonov, era ingeniero de aviación, y su madre, Anna Il'inichna, ama de casa.
Mientras crecía en una familia típica de Moscú, soñaba con convertirse en piloto de un avión de guerra como el famoso aviador Valeri Chkalov, que era un deseo muy común de muchos niños del período de la Segunda Guerra Mundial. Esto también se atribuye a menudo al hecho de que su padre trabajaba en una fábrica de aviones. Durante la Gran Guerra Patria sus estudios escolares se vieron interrumpidos por la invasión de los ejércitos nazis; él y toda su familia trabajaron en una fábrica de fabricación de armas/aviación. Leonov trabajó en la industria aeronáutica y estudió en la Escuela Técnica de Aviación de Moscú, que lleva el nombre de S. Ordzhonikidze. Allí empezó a actuar como aficionado en un club de estudiantes. Después de la guerra, se unió a la escuela Teatro de Arte de Moscú, donde estudió con Mikhail Yanshin.
Un día de 1943, Leonov decidió convertirse en actor profesional. Pidió prestado un abrigo a su hermano y se dirigió al Estudio Estatal de Teatro de Moscú. Allí hizo un examen de ingreso: presentó monólogos de Antón Chéjov y Mijaíl Zoschenko a la Comisión Estatal de 25 profesionales, entre los que se encontraban Andrei Goncharov y Rostislav Zajarov, el renombrado director del Teatro Bolshói. Tras terminar los monólogos preparados, a Leonov le pidieron que interpretara otra cosa. "Otra cosa aún peor", respondió. Sus palabras provocaron una explosión de risas. La Comisión Estatal vio su gran potencial, y Leonov se convirtió en alumno de la clase de arte dramático del Estudio Estatal de Teatro de Moscú. Allí tuvo como profesores a Rostislav Zajarov y Andrei Goncharov. Continuó con su trabajo diurno como obrero industrial y estudió interpretación por las noches, graduándose en 1947 como actor.

## Carrera profesional

### Debut y primeras películas
Leonov entró a formar parte del Teatro Dzerzhinsky Borough de Moscú, que en 1948 pasó a llamarse Teatro Stanislavsky. No tuvo papeles serios durante dos años y se las tuvo que arreglar para trabajar como figurante en el Mosfilm. En su primera película, Leonov fue contratado como extra y no recibió ningún reconocimiento. En 1949, Leonov hizo sus primeros cameos en "Karandash na ldu" y "Schastlivy reis". Su primer gran trabajo en el cine fue el papel secundario en "Delo Rumyantseva" (1955). 
Se convirtió en un habitual de Georgiy Daneliya, apareciendo en todos sus largometrajes, incluidos Los caballeros de la fortuna, Maratón de otoño, Mimino, Afonya y Kin-dza-dza! Según Allmovie, "su baja y redonda estatura, sus expresivos ojos, su rostro ancho y abierto, sus movimientos lentos y su habla ligeramente arrastrada le hacían ideal para los papeles cómicos en los que se especializaba". Pero también atrajo la atención de la crítica por sus papeles trágicos y la invariable naturalidad de su actuación. Se decía que muchos actores notables evitaban aparecer en las mismas películas que Leonov, porque su forma natural de actuar les hacía parecer forzados.
A pesar de su breve aparición en Maratón de otoño (1980), de Daneliya (una de sus películas más populares), el papel de Leonov le valió el premio al Mejor Actor en el Festival de Venecia. En Maratón de otoño, se dice, Leonov demuestra brillantemente el antihéroe típico de Leonov. Hizo un retrato hilarante de un hombre sencillo y entrometido que bebía demasiado y que no adoraba otra cosa que decir tonterías mientras alguien pudiera soportarlo. Entre las otras películas que contribuyó a elevar a la categoría de clásicos figuran Caballeros de fortuna y Estación bielorrusa, ambas realizadas en 1971. Como todas las películas de Leonov, se repiten con frecuencia en televisión. Según se dice, "Leonov era para los rusos lo que Fernandel para los franceses". Interpretó más de 200 papeles y fue el actor secundario más conocido del cine ruso.
A lo largo de su carrera cinematográfica, Leonov interpretó una deslumbrante variedad de papeles principales y secundarios en más de 60 películas. Leonov es más recordado por sus papeles en películas populares de los directores Vladimir Fetin, Leonid Gaidai, Mark Zakharov y Georgiy Daneliya. Recibió dos veces el Premio Estatal de la URSS, fue designado Actor del Pueblo de la URSS (1978) y recibió numerosas condecoraciones por sus papeles en el cine y por sus obras teatrales.
En 1993, un año antes de su muerte, a Leonov le preguntaron en un festival de cine: "¿Qué años de la vida del teatro ruso fueron los más productivos?" Leonov respondió:
"La vida ha pasado tan rápido que es difícil identificar un período. Pero nunca olvidaré a los artistas famosos de los últimos años, mis maestros: Dickey, Mikhail Chekhov, el joven Simonov, Pevtsov, Rusinov, Vakhtangov, Gritsenko y Yakovlev. Vi el florecimiento del Teatro de Arte. En 1941, cuando era niño, escondido en algún lugar, vi Tres Hermanas , donde tres hermosas mujeres soñaban con una nueva y hermosa vida. Nunca olvidaré a Anna Karenina con Tarasova. Luego la gente bailó mostrando calidez, amabilidad, riendo entre lágrimas y dejando un pedazo de su corazón en el escenario. Para alcanzar profundidad se requiere habilidad, pero la habilidad sólo se consigue a través del sufrimiento. Una vez, Pevtsov, sentado en la cocina con Nikolai Simonov, dijo: "Kolya, ten cuidado con las sustancias orgánicas en un espacio cerrado". Pero ahora la estética misma ha cambiado. El "interior orgánico" se ha convertido en arte en todas partes. Y además, no hay literatura. En el último siglo, cuarenta escritores pusieron el mundo patas arriba. Hoy en día hay muchos de ellos, pero la literatura ya no es lo que era. El teatro debe representar obras en mayúscula. Pero preferimos una puesta en escena eficaz, olvidándonos de los sentimientos y la pasión, no necesariamente de una pasión ruidosa. La pasión puede ser silenciosa. Una vez en el teatro me dijeron: "Leonov, ven a trabajar con nosotros". Somos ricos y pasamos la mayor parte de nuestro tiempo en el extranjero”. “¿Por qué su teatro es tan fuerte?”, pregunté. “No, nuestra bolsa es fuerte”. La bolsa comercia con madera y une diligencias a su tren de mercancías. Y en cuanto a la fiesta, que Dios quiera que se lleve a cabo. Si se encuentra el dinero."

### Talentos y habilidades
Yevgueni Leónov fue un actor reconocido por sus habilidades distintivas y su amplia gama de actuaciones, lo que lo convirtió en una de las figuras más queridas y altamente valoradas del cine y el teatro ruso. Su talento excepcional, combinado con su presencia carismática y su enfoque único hacia su oficio, le permitió dejar un legado duradero en el mundo de la interpretación.
La versatilidad de Leónov fue quizás su característica más destacada. Podía pasar con facilidad de papeles cómicos a personajes profundamente dramáticos, mostrando una amplia gama emocional. Su capacidad para encarnar tanto el humor como el patetismo con igual autenticidad lo hizo especialmente memorable. El talento de Leónov para los papeles cómicos fue notable; su aguda sincronización y dominio del humor físico le trajeron éxito en muchas comedias populares soviéticas. Al mismo tiempo, también pudo transmitir emociones complejas y sensibles en papeles más serios y dramáticos, lo que le ganó el cariño de audiencias de diversas generaciones.
Un aspecto clave en el atractivo de Leónov era su habilidad para conectar con la audiencia. Sus interpretaciones no se limitaban a recitar líneas; se trataba de crear un vínculo con el espectador. Tenía una comprensión profunda de la naturaleza humana y una capacidad asombrosa para sacar a relucir los matices de sus personajes. Ya fuera interpretando un personaje peculiar y entrañable o un individuo más trágico y defectuoso, las actuaciones de Leónov estaban llenas de autenticidad, lo que hizo que las audiencias se sintieran personalmente involucradas con su trabajo.
El estilo de actuación de Leónov se caracterizaba por su naturalidad y simplicidad, lo que lo hacía accesible a un público amplio. Nunca recurría a manierismos exagerados o teatralidades; en su lugar, se basaba en sus propias experiencias de vida, lo que le permitía aportar honestidad y relatablez a sus papeles. Este enfoque genuino le permitió crear personajes profundamente memorables que resonaban con personas de todos los ámbitos de la vida. Sus apariciones en películas como El sombrero de paja (1974) y El brazo de diamante (1969), ambas comedias clásicas, muestran su extraordinario ritmo cómico y su encanto natural, lo que lo convirtió en un nombre familiar en la Rusia soviética y postsoviética.
Otro aspecto que contribuyó al éxito de Leónov fue su dedicación a su oficio. Trabajó incansablemente para perfeccionar sus habilidades, aprendiendo no solo de sus compañeros, sino también estudiando las grandes tradiciones de la actuación rusa. Su respeto por el teatro y el cine es evidente en sus numerosas actuaciones en el escenario y en su enfoque colaborativo con directores y otros actores. Su sinceridad y trabajo arduo en el set le ganaron la admiración tanto de sus colegas como del público.
Las cualidades personales de Leónov también contribuyeron a su éxito duradero. Conocido por su humildad, amabilidad y generosidad, mantuvo una actitud sencilla a pesar de su fama. Fue muy respetado por sus colegas, muchos de los cuales admiraban su ética de trabajo y su disposición positiva. Su dedicación a su oficio, su capacidad para aportar autenticidad a una amplia variedad de papeles y su carisma natural lo ayudaron a convertirse en un ícono apreciado de la actuación rusa, asegurando que su legado siguiera siendo influyente durante muchos años.

## Otros intereses
Al margen de su carrera en el mundo del espectáculo, Evgeni Leonov era aficionado a las bellas artes; le apasionaba coleccionar pinturas y gráficos de paisajes rusos, así como muebles y antigüedades rusas de época. Su casa de Moscú parecía un museo de arte ruso. Le gustaba agasajar a sus amigos e invitados con lo más destacado de su colección privada. 
Leonov, experto gastrónomo, era famoso por su extraordinaria hospitalidad y compartía su pasión con muchos amigos e invitados. Estaba casado con Vanda Vladimirovna Stoilova, y el hijo de la pareja, Andrey Leonov, también llegó a ser actor. Evgeni Leonov murió de un ataque al corazón el 29 de enero de 1994 en Moscú, y fue enterrado en el cementerio del convento de Novodevichy, en Moscú.

## Filmografía
- Happy Flight (Счастливый рейс) (1949) como bombero (sin aparecer en los créditos)
- Sporting Honour (Спортивная честь) (1951) como camareror (sin aparecer en los créditos)
- Submarine chaser (Морской охотник) (1954) como cocinero
- Road (Дорога) (1955) como conductor Pasha Yeskov
- Criminal Case of Rumyantsev (Дело Румянцева) (1956) como conductor Mikhail Snegiryov
- A Unique Spring (Неповторимая весна) (1957) como Alexey Koshelev
- La calle está llena de sorpresas (Улица полна неожиданностей) (1958) como Yevgeniy Pavlovich Serdyukov
- Difficult happiness (Трудное счастье) (1958) como Agathon
- Tale of newlyweds (Повесть о молодожёнах) (1959) como Fedor
- Ne imey 100 rubley... (Не имей сто рублей...) (1959) como Ivan S. Mukhin
- Povest o molodozhyonakh (1960) as Fedya
- Artwork (Произведение искусства) (196, Short) como Sasha Smirnov
- Snow tale (Снежная сказка) (1959) como Old Year
- Striped Trip (Полосатый рейс) (1961) como Gleb Shuleykin
- Cheremushki (Черёмушки) (1962) como Barabashkin
- Serf actress (Крепостная актриса) (1963) como Conde Ivan P. Kutaisov
- Short humoresques (Короткие истории) (1963, TV Movie) como cliente
- Don Tale (Донская повесть) (1964) como Yakov Shibalok
- Thirty Three (Тридцать три) (1965) como Ivan S. Travkin
- Nad nami Yuzhnyy Krest (1965) como vendedor minusválido en el mercado
- The Snow Queen (Снежная королева) (1967) como Rey Erik XXIX
- Parviyat kurier (1968) como Kritski
- Illusionist (Фокусник) (1968) como Stepan Nikolaevich Rossomakhin
- Do not be sad (Не горюй!) (1968) como soldado Yegor Zaletayev
- Zigzag udachi (Зигзаг удачи) (1968) como fotógrafo Vladimir Oreshnikov
- Literature lesson (Урок литературы) (1968) como Pavel Vronsky, padre de Nina
- Virineya (Виринея) (1969) como Michael
- Carrousel (Карусель) (1969, TV Series) como Ivan I. Nyukhin (voice)
- Tchaikovsky (Чайковский) (1970) como Alyosha
- Shine, shine, my star (Гори, гори, моя звезда) (1970) as Pasha, the master illusion
- Between high spikes (Меж высоких хлебов) (1970) as Pavlo Struchok
- Belorussian Station (Белорусский вокзал) (1971) as Ivan Prikhodko
- Gentlemen of Fortune (Джентльмены удачи) (1971) as Yevgeny Ivanovich Troshkin / Dotsent
- As Ilf and Petrov rode a tram (Ехали в трамвае Ильф и Петров) (1972) as Vitaly Kapitulov
- Big School-Break (Большая перемена) (1972, TV Mini-Series) as Lednev
- Racers (Гонщики) (1973) as Ivan M. Kukushkin
- Hopelessly Lost (Совсем пропащий) (1973) as rogue nicknamed "The King"
- Under a stone sky (Под каменным небом) (1974) as Senior lieutenant Kravtsov
- Bonus (Премия) (1974) as Vasily T. Potapov
- Afonya (Афоня) (1975) as Kolya
- Circus in the Circus (Соло для слона с оркестром) (1975) as circus director Ivanov
- Step towards (Шаг навстречу) (1976) as Serafim Nikitich
- The Elder Son (Старший сын) (1976, TV Movie) as Andrei Grigorievich Sarafanov
- Legend about Till Eulenspiegel (Легенда о Тиле) (1977) as Lamme Goedzak
- Long criminal case (Длинное, длинное дело) (1977) as Mikhail P. Luzhin
- Mimino (Мимино) (1977) as Volokhov
- Funny people! (Смешные люди!) (1977) as chorister Aleksei Alekseyevich
- Marriage (Женитьба) (1978) as Baltazar Baltazarovich Zhevakin
- Chaperon (Дуэнья) (1978, TV Movie) as Don Izokelyo Mendoso
- An Ordinary Miracle (Обыкновенное чудо) (1978, TV Movie) as King
- And it's all about him (И это всё о нём) (1978) as Police Captain Aleksandr M. Prokhorov
- Autumn Marathon (Осенний марафон) (1979) as Vasily Ignatyevich Kharitonov, sosed Buzykina
- Faithfully (Верой и правдой) (1979) as Evgeny S. Bannikov
- Holidays in September (Отпуск в сентябре) (1979, TV Movie) as Vladimir Andreevich Kushak
- Borrowing Matchsticks (За спичками) (1980) as Antti Ihalainen
- Say a Word for the Poor Hussar (О бедном гусаре замолвите слово) (1981, TV Movie) as provincial actor Afanasy P. Bubentsov
- The House that Swift Built (Дом, который построил Свифт) (1982, TV Movie) as giant Glyum
- Tears Were Falling (Слёзы капали) (1983) as Pavel Ivanovich Vasin
- Unique (Уникум) (1983) as director
- Time and the Conways (Время и семья Конвей) (1984) as Alan Conway, twenty years later
- Kin-dza-dza! (Кин-дза-дза!) (1986) as Wef the Chatlanian, a wandering singer
- To Kill a Dragon (Убить Дракона) (1988) as burgomaster
- Passport (Паспорт) (1990) as official of Soviet Embassy in Austria
- Detective bureau "Felix" (Детективное агентство "Феликс") (1993) as uncle Vanya
- Amerikanskiy dedushka (Американский дедушка) (1993) as Gogolev
- Nastya (Настя) (1993) as Yakov Alekseyevich